# Gaetano Nastri
Gaetano Nastri (Boscoreale, 18 marzo 1968) è un politico italiano.

## Biografia
Nato a Boscoreale (Napoli), vive a Novara.
Ha conseguito il diploma di istituto tecnico industriale ed esercita la professione di assicuratore.

### Attività politica
Inizia la sua attività politica in Forza Italia, nelle cui liste alle elezioni amministrative del 1997 è stato eletto consigliere comunale a Novara, è stato poi riconfermato nella tornata del 2001, diventando vicesindaco nell'amministrazione di centrodestra guidata da Massimo Giordano e assessore allo sport.
Alle elezioni regionali in Piemonte del 2005 viene eletto consigliere per la provincia di Novara nelle liste di Forza Italia con 9.078 preferenze.

#### Elezione a deputato
Dopo aver mancato l'elezione nel 2006, alle elezioni politiche del 2008 viene eletto alla Camera dei Deputati tra le file del Popolo della Libertà nella circoscrizione Piemonte 2.
A dicembre 2012 abbandona il PdL e aderisce a Fratelli d'Italia.
Alle elezioni politiche del 2013 viene rieletto deputato nella medesima circoscrizione nelle liste di Fratelli d'Italia.

#### Elezione a senatore
Alle elezioni politiche del 2018 viene eletto al Senato della Repubblica nel collegio uninominale di Novara sostenuto dalla coalizione di centro-destra (in quota FdI), superando Fabio Barbieri del M5S (23,90%) ed Elena Ferrara del centrosinistra (23,35%). 
Nel corso della XVIII legislatura ricopre la carica di vicepresidente della 13ª commissione permanente del Senato (territorio, ambiente e beni ambientali).
Alle elezioni politiche del 2022 viene eletto al Senato della Repubblica nel collegio uninominale Piemonte - 03 (Novara) con il 52,01%, più del doppio rispetto all'avversario del centro-sinistra Rossano Pirovano (25,32%) e al candidato di Azione - Italia Viva Roberto Cataldo Faggiano (8,45%). Il 19 ottobre 2022 con 110 voti viene eletto Questore anziano del Senato avendo ottenuto la maggioranza dei voti dell'assemblea.